# Демонстрация ягодиц

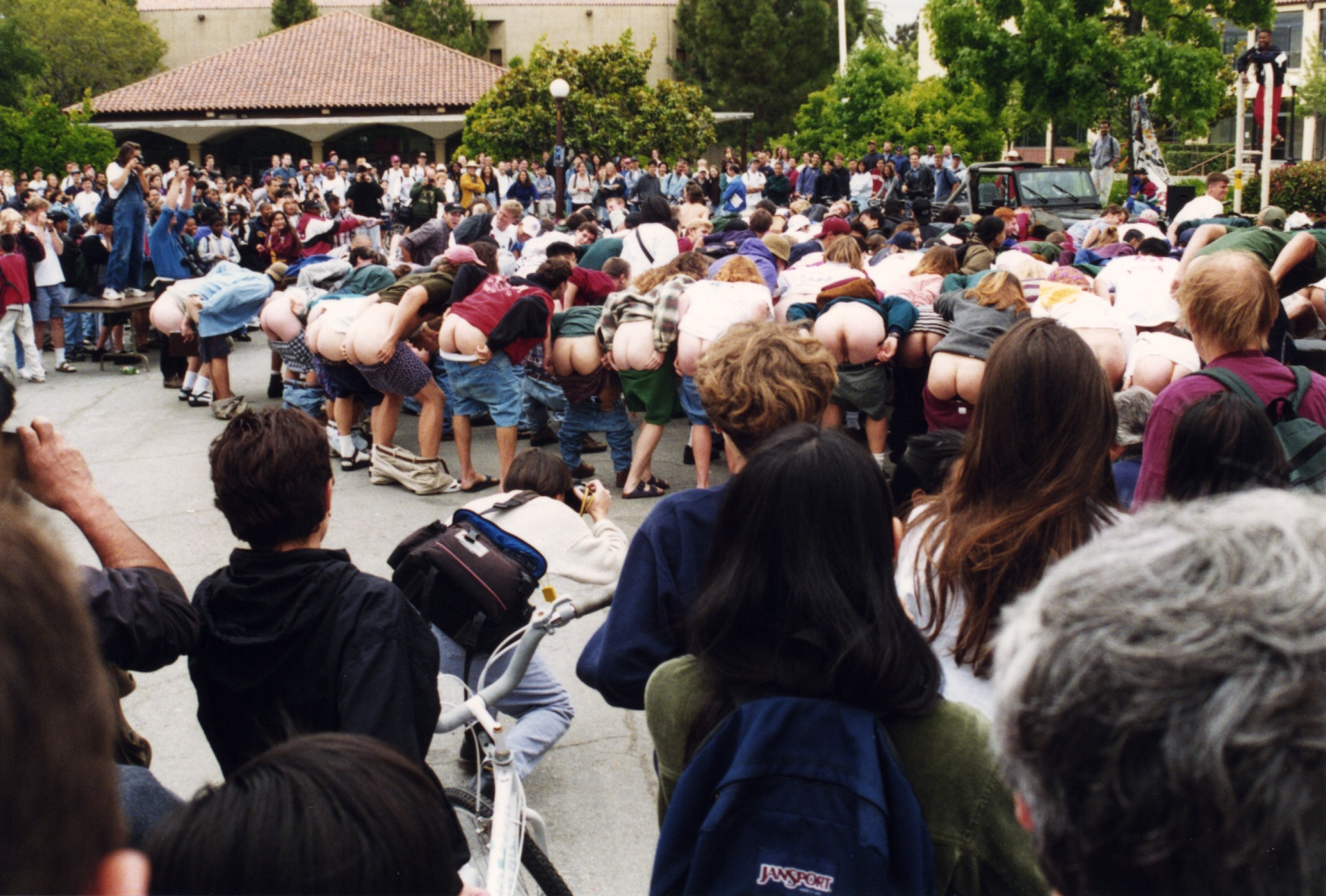
Демонстрация ягодиц на студенческой демонстрации

Демонстрация ягодиц (англ. mooning) — умышленное оголение человеком задней части таза перед публикой. В большинстве человеческих культур считается непристойным жестом. Применяется в знак протеста или презрения, в шутку или ради эпатажа.
Непристойность жеста связана с актом дефекации, который считается нечистым. Как пишет психоаналитик Дж. Франкл, «демонстрация ягодиц может выражать желание оскорбить того, кто это видит, проецировать грязь на него и, так сказать, очистить себя, как бы утёршись лицом смотрящего и дав ему почувствовать себя самого грязным».
Жест известен в первобытных культурах, например, у бушменов и папуасов. Некоторые туземцы показывают не только ягодицы, но и анус, а также имитируют дефекацию. Новозеландские маори называют данный вид оскорбления «факапохане» (маори whakapohane).
Одно из первых описаний телодвижения было сделано Иосифом Флавием при рассказе о событиях в Иерусалиме в 20 г. н. э.: «Случилось тогда, что один из римских солдат поднял вверх свой плащ, неприличным нагибанием тела обратился к иудеям задом и издал звук, соответствовавший принятой им позе». Данное действие вызвало народные волнения, при подавлении которых в давке погибло несколько тысяч человек.
В городе Лагуна-Нигел, штат Калифорния существует ежегодная традиция демонстрации ягодиц проходящим поездам.
В фильме «К-19» советские матросы демонстрируют ягодицы пролетающему американскому вертолёту, хотя этот жест в те годы был распространён в англоязычных странах, а не в СССР.